# Kann mir gar nicht passieren
Kann mir gar nicht passieren ist ein deutscher Kurzfilm von Erwin Anders aus dem Jahr 1950.

## Handlung
In diesem Film werden bei einer Spielfilmhandlung auf alltägliche Gefahren im Straßenverkehr aufmerksam gemacht. 